# メンディオラFC 1991
メンディオラFC 1991（英: Mendiola Football Club 1991）は、フィリピン・マニラをホームタウンとするサッカークラブ。クラブ名はマニラのサン・ミゲル地区にあるメンディオラ通りに由来する。

## 歴史
1991年夏、メンディオラ通りで活動していたサン・ベダ大学のサッカーチームはフィリピン軍のチームや他のクラブや大学によってマニラの名声あるリーグに参加を呼びかけられたが、選手が足りなかったことから、他の大学から選手を招き入れる形でメンディオラ・フットボール・クラブが成立した。クラブは4位でリーグを終えた。
1997年には最初のセミプロリーグであるマニラ・プレミアフットボールリーグに参加した。クラブはその後メンディオラ・ユナイテッド (Mendiola United) と改名し、2008年のみ開催されたフィリピノ・プレミアリーグおよび翌2009年から始まったユナイテッド・フットボールリーグ (UFL) の創設メンバーとなった。しかし、2010年にUFLから撤退してしまう。2011年はスポンサーの協賛によってスマート・サン・ベダFC (Smart San Beda FC)のクラブ名で活動した。この年にPFF国内男子クラブ選手権で準優勝する。2012年に現在のクラブ名に改称して、UFLカップ1回戦を勝ち抜けた。
2017年にフィリピン・フットボールリーグ (PFL) が創設された際にもメンディオラは参加しなかったが、2019年にPFLに代わってフィリピンプレミアリーグ (PPL) が発足することになり、参加7クラブの中にメンディオラも含まれていた。メンディオラは最初の審査でクラブライセンスが交付されなかったためPPLの開催は延期された。結局PPLは4クラブの参加に留まった上に1節のみで中止されてしまい、当初の7クラブであらためてPFLが開催されることになった。

## 歴代在籍選手
- ロクシー・ドーラス 2008-2011
- ジェームズ・ヤングハズバンド 2011
- フィリップ・ヤングハズバンド 2011